# Herresbach (Amel)

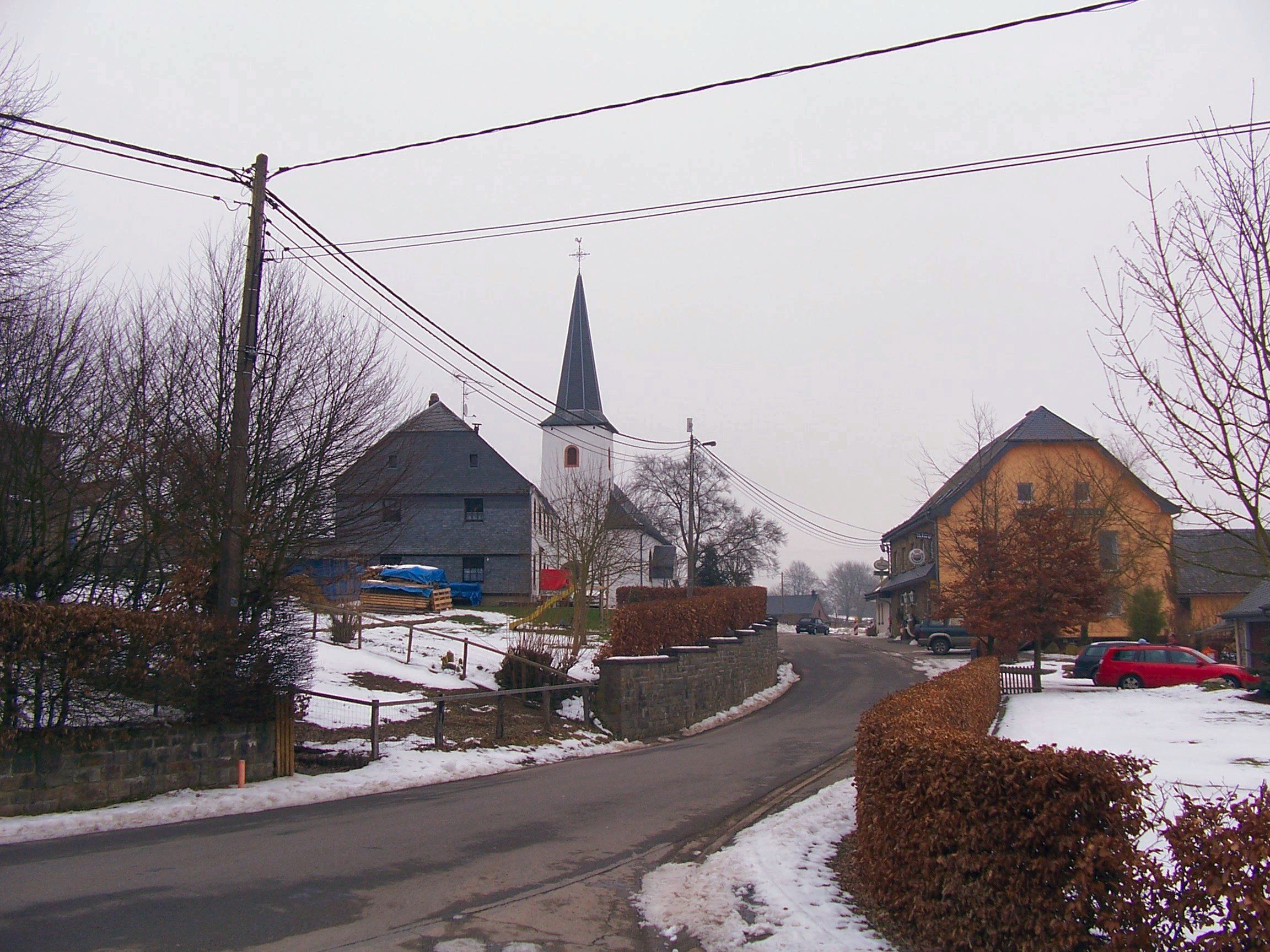
Herresbach (Ortszentrum mit St. Gangolfuskirche)

Herresbach ist ein Dorf in der Gemeinde Amel in der Deutschsprachigen Gemeinschaft Belgiens. Mit 214 Einwohnern (Stand: 1. Januar 2016) gehört Herresbach zu den kleineren Ortsteilen der Gemeinde Amel. Es wurde 1977 als Teil der damaligen Gemeinde Meyerode in die Gemeinde Amel umgegliedert.

## Geografie
Herresbach liegt über sieben Kilometer südöstlich des Ameler Kernorts, getrennt von den übrigen Ameler Ortsteilen durch ausgedehnte Waldgebiete. Somit liegt es als einziger Ortsteil der Gemeinde nicht im Einzugsbereich der Amel, sondern der Our. Die nächstgelegenen Dörfer Eimerscheid und Schönberg im Ourtal gehören anderen Großgemeinden an.